# Менард (Техас)
Менард (англ. Menard) — город в США, расположенный в центральной части штата Техас, административный центр одноимённого округа. По данным переписи за 2010 год число жителей составляло 1471 человек, по оценке Бюро переписи США в 2015 году в городе проживало 1420 человек.

## История

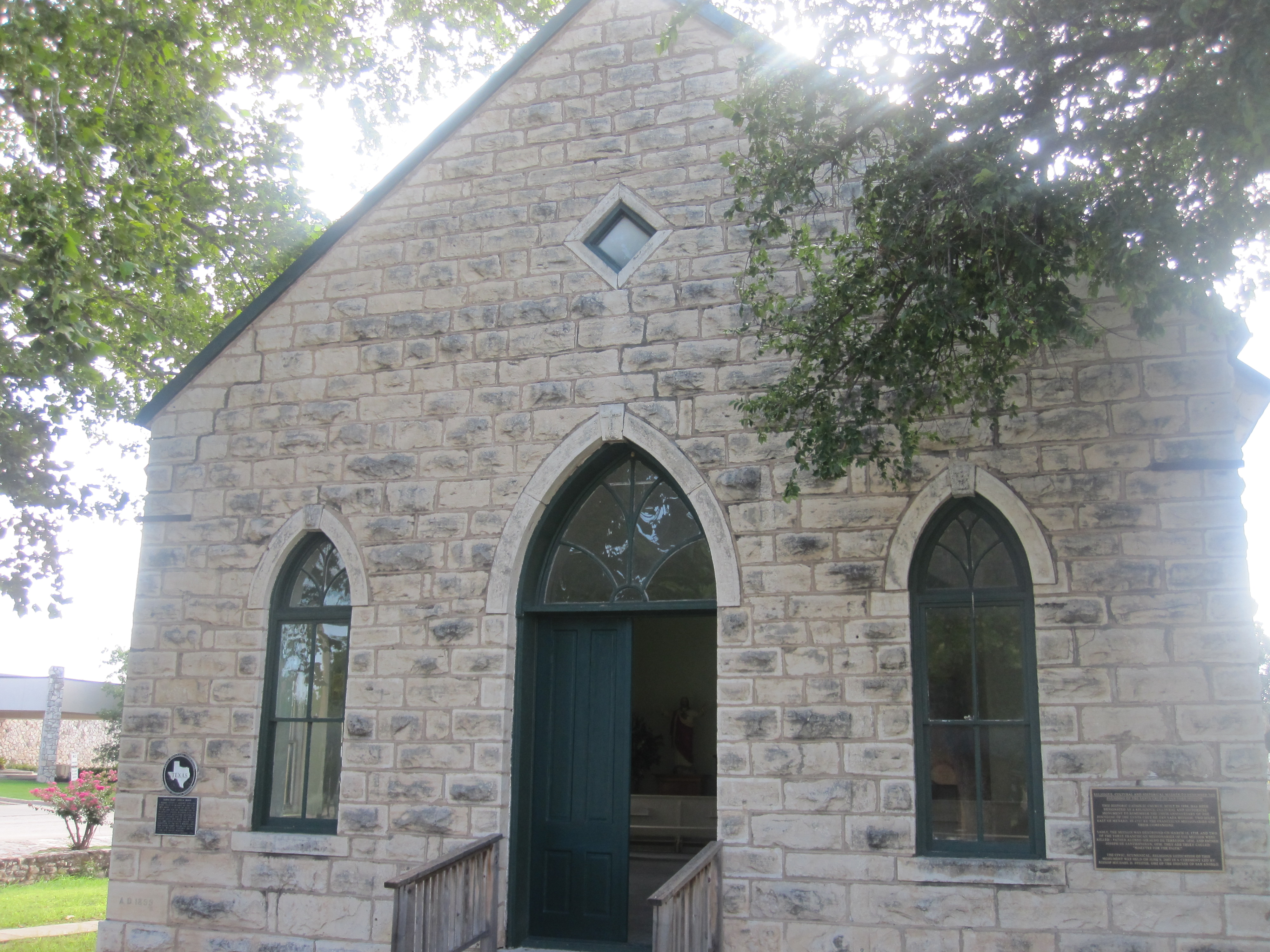
Католическая церковь святого сердца (здание 1899 года): на внешней стороне правой стены находится памятная доска, напоминающая о резне и разрушении в 1758 году миссии Санта-Круз-де-Сан-Саба, находившейся примерно в 5 километрах к востоку от Менарда.

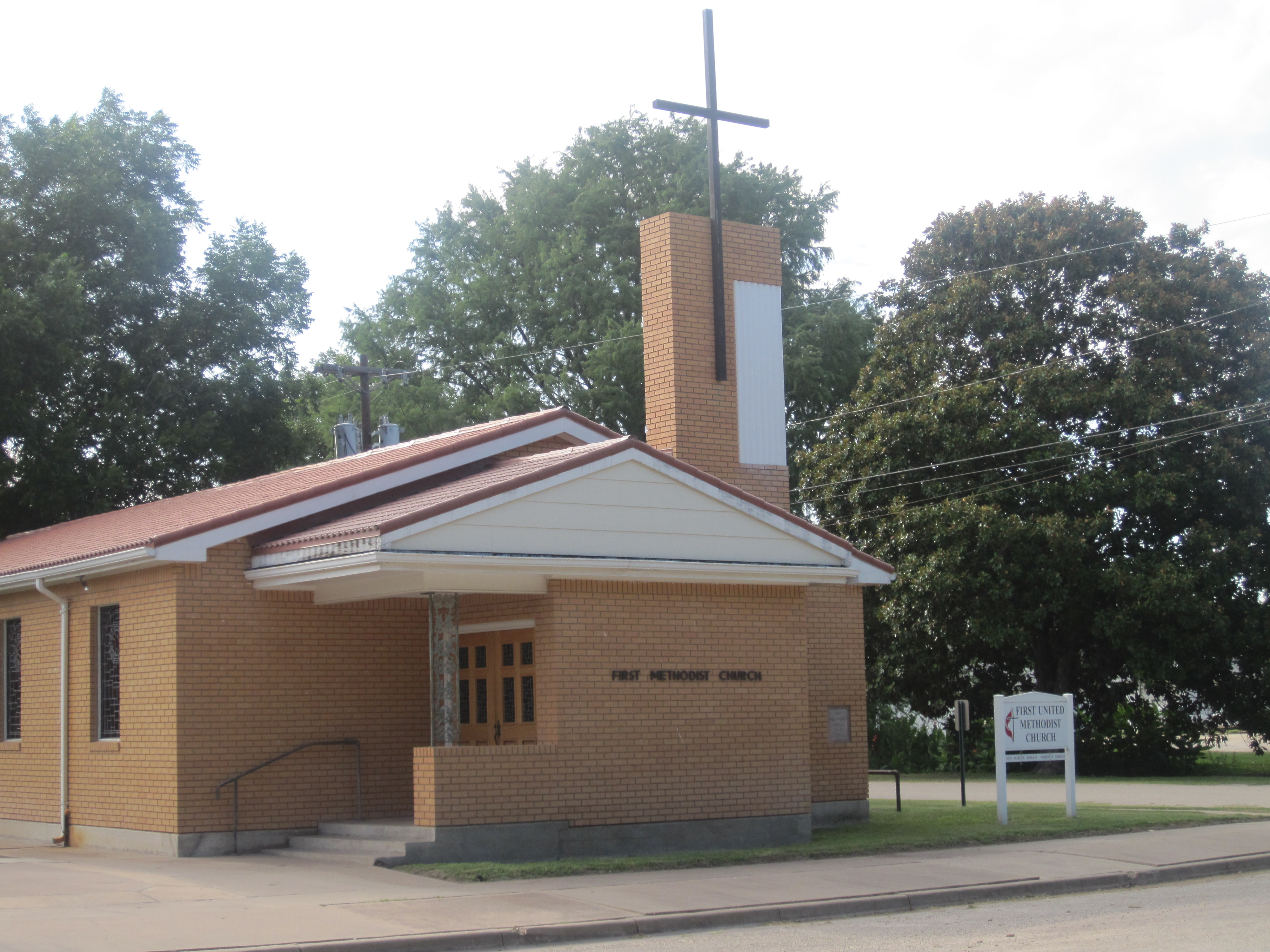
Первое здание объединённой методистской церкви в Менарде

Первыми поселениями на месте современного города были испанские миссия Сан-Саба и пресидио Сан-Луис-де-Амариллас, возведённые в апреле 1757 года. Позже, в 1761 году, крепость была заменена на пресидио Сан-Саба. Назначением обоих поселений являлась защита северных границ Новой Испании от мародёрствующих команчей. Из-за относительной отделённости крепости, она постоянно подвергалась атакам и в итоге была заброшена в 1770 году. Камни стен крепости позже были использованы жителями новых поселений в строительстве домов и заборов. В 1936 году руины старой крепости были реконструированы.
В 1858 году, после создания округа Менард, был заложен город Менардвилл. 1859 году был закрыт близлежащий форт МакКаветт, и это оставило жителей без защиты от частых набегов индейцев. После гражданской войны форт опять начал функционировать. Через 10 лет, в 1867 году в Менардвилле действовал магазин, кузница и салун. Община являлась удобным местом для торговли и ночёвки людей, перегонявших скот по северной и западной тропам. В 1871 году было сформировано правительство округа, ещё через год построено первое здание суда. В 1899 году река Сан-Саба вышла из берегов, причинив значительный урон общине.
В 1910 или 1911 году при планировании железной дороги компания Fort Worth and Rio Grande Company попросила резидентов общины сменить название на Менард, чтобы облегчить создание знаков. Первый пришёл в 1911 году и с тех пор начался бурный рост города. Многие годы Менард являлся главным пунктом отгрузки товаров округа. Несмотря на ослабление из-за великой депрессии, оба банка города продолжили работу. В 1950-х годах, с постройкой и улучшением дорог, потребность в грузовых и пассажирских железнодорожных перевозках начала уменьшаться и число жителей города стало постепенно уменьшаться. В 1972 году участок железной дороги Atchison, Topeka and Santa Fe Railway в Менарде перестал функционировать, а депо было подарено властям округа для организации музея. Сбор экспонатов для музея начался в 1975 году, а в 1978 году историческое сообщество округа открыло музей.

## География
Менард находится в центре округа, его координаты: 30°55′06″ с. ш. 99°47′01″ з. д..
Согласно данным бюро переписи США, площадь города составляет 5,3 квадратных километров, целиком занята сушей.

### Климат
Согласно классификации климатов Кёппена, в Менарде преобладает влажный субтропический климат.
| Показатель                    | Янв.  | Фев.  | Март  | Апр. | Май  | Июнь | Июль | Авг. | Сен. | Окт. | Нояб. | Дек.  | Год   |
| ----------------------------- | ----- | ----- | ----- | ---- | ---- | ---- | ---- | ---- | ---- | ---- | ----- | ----- | ----- |
| Абсолютный максимум, °C       | 32,8  | 36,1  | 36,7  | 41,7 | 45,6 | 44,4 | 43,3 | 42,8 | 42,8 | 37,2 | 33,9  | 30,6  | 45,6  |
| Средний суточный максимум, °C | 15,8  | 18,1  | 22,4  | 27   | 29,9 | 33,3 | 35,2 | 35,1 | 31,3 | 26,6 | 20,6  | 16,5  | 26    |
| Средняя температура, °C       | 7,6   | 9,8   | 14,1  | 18,6 | 22,5 | 26   | 27,5 | 27,2 | 23,8 | 18,6 | 12,7  | 8,3   | 18,1  |
| Средний суточный минимум, °C  | −0,7  | 1,4   | 5,6   | 10,2 | 15,1 | 18,7 | 19,9 | 19,4 | 16,2 | 10,5 | 4,7   | 0,1   | 10,1  |
| Абсолютный минимум, °C        | −18,9 | −18,3 | −13,9 | −6,7 | −2,8 | 6,1  | 8,9  | 4,4  | 0,6  | −6,1 | −12,8 | −21,1 | −21,1 |
| Норма осадков, мм             | 26    | 32    | 32    | 50   | 79   | 66   | 53   | 53   | 80   | 59   | 34    | 25    | 588   |
| Источник: weatherbase.com     |       |       |       |      |      |      |      |      |      |      |       |       |       |

## Население

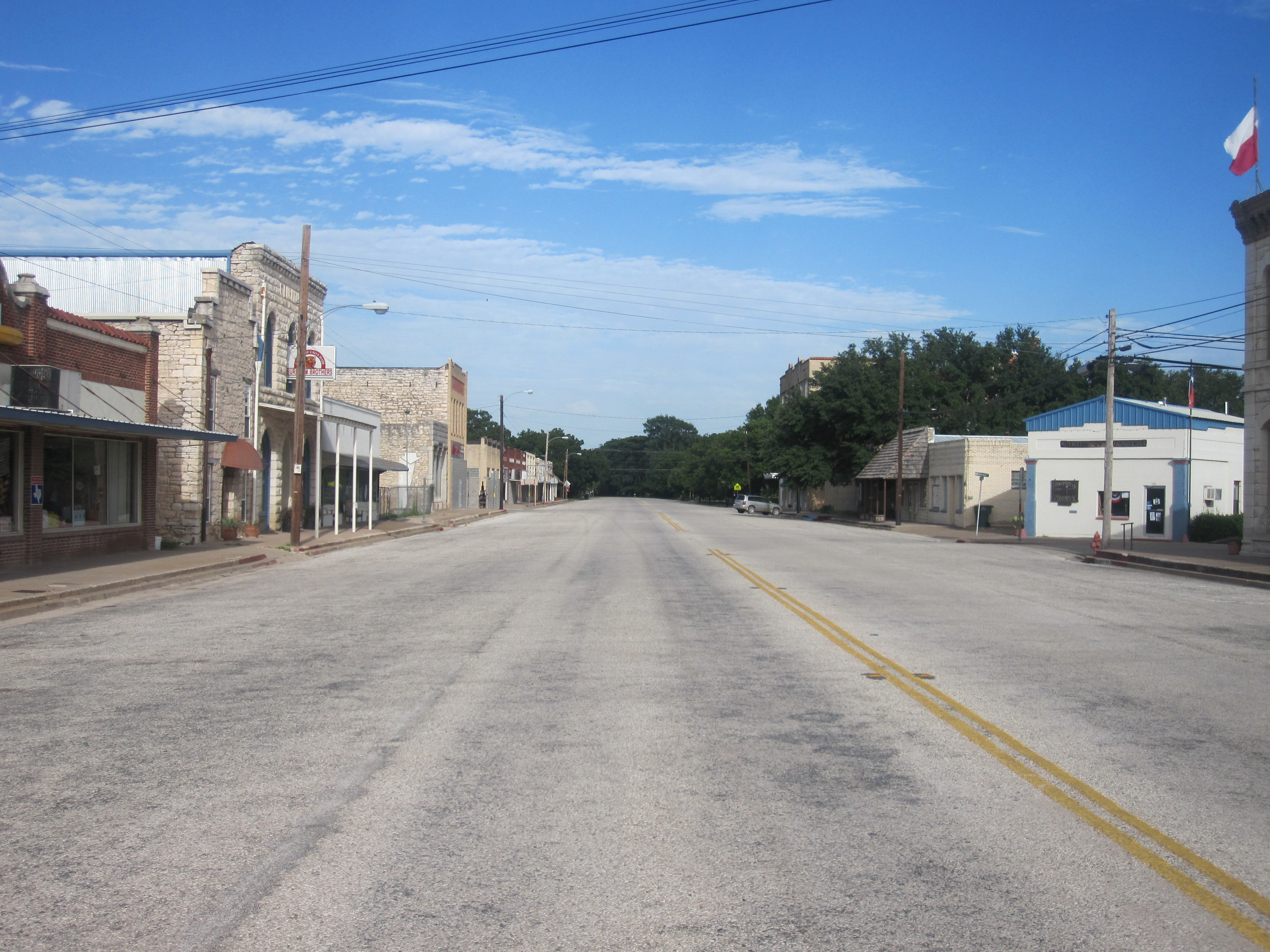
Центр Менарда

Согласно переписи населения 2010 года в городе проживал 1471 человек, было 627 домохозяйств и 395 семей. Расовый состав города: 77,8 % — белые, 0,5 % — афроамериканцы, 1,1 % — коренные жители США, 0,0 % (0 человек) — азиаты, 0,0 % (0 человек) — жители Гавайев или Океании, 18,5 % — другие расы, 2,1 % — две и более расы. Число испаноязычных жителей любых рас составило 45,9 %.
Из 627 домохозяйств, в 28,7 % входят дети младше 18 лет. 47,2 % домохозяйств представляли собой совместно проживающие супружеские пары (13,1 % с детьми младше 18 лет), в 10,8 % домохозяйств женщины проживали без мужей, в 4,9 % домохозяйств мужчины проживали без жён, 37 % домохозяйств не являлись семьями. В 34,1 % домохозяйств проживал только один человек, 16,3 % составляли одинокие пожилые люди (старше 65 лет). Средний размер домохозяйства составлял 2,29 человека. Средний размер семьи — 2,92 человека.
Население города по возрастному диапазону распределилось следующим образом: 24,6 % — жители младше 20 лет, 18 % находятся в возрасте от 20 до 39, 35,1 % — от 40 до 64, 22,2 % — 65 лет и старше. Средний возраст составляет 46,9 года.
Согласно данным опросов пяти лет с 2010 по 2014 годы, средний доход домохозяйства в Менарде составляет 31 587 долларов США в год, средний доход семьи — 39 022 доллара. Доход на душу населения в городе составляет 16 649 долларов. Около 12,3 % семей и 18,6 % населения находятся за чертой бедности. В том числе 21,3 % в возрасте до 18 лет и 20,6 % в возрасте 65 и старше.

## Местное управление

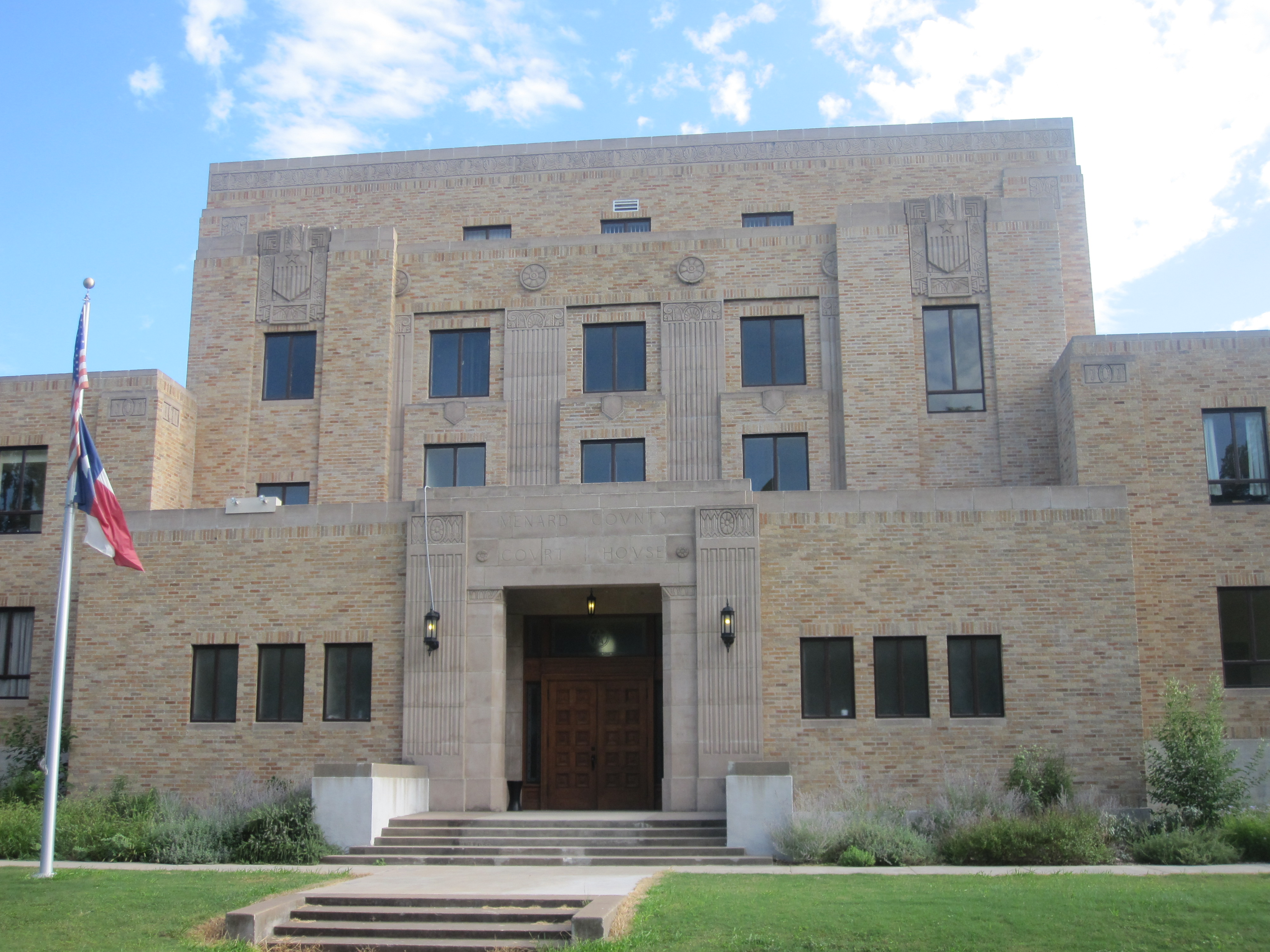
Здание окружного суда в Менарде

Управление городом осуществляется мэром и городским советом из пяти членов.

## Инфраструктура и транспорт
Через город проходят автомагистрали США US 83 и US 190.
В городе находится аэропорт округа Менард. Аэропорт располагает одной взлётно-посадочной полосой длиной 1250 метров. Ближайшим аэропортом, выполняющим коммерческие пассажирские рейсы, является региональный аэропорт Сан-Анджело примерно в 110 километрах к северо-западу от Менарда.

## Образование
Город обслуживается независимым школьным округом Менард.

## Отдых и развлечения

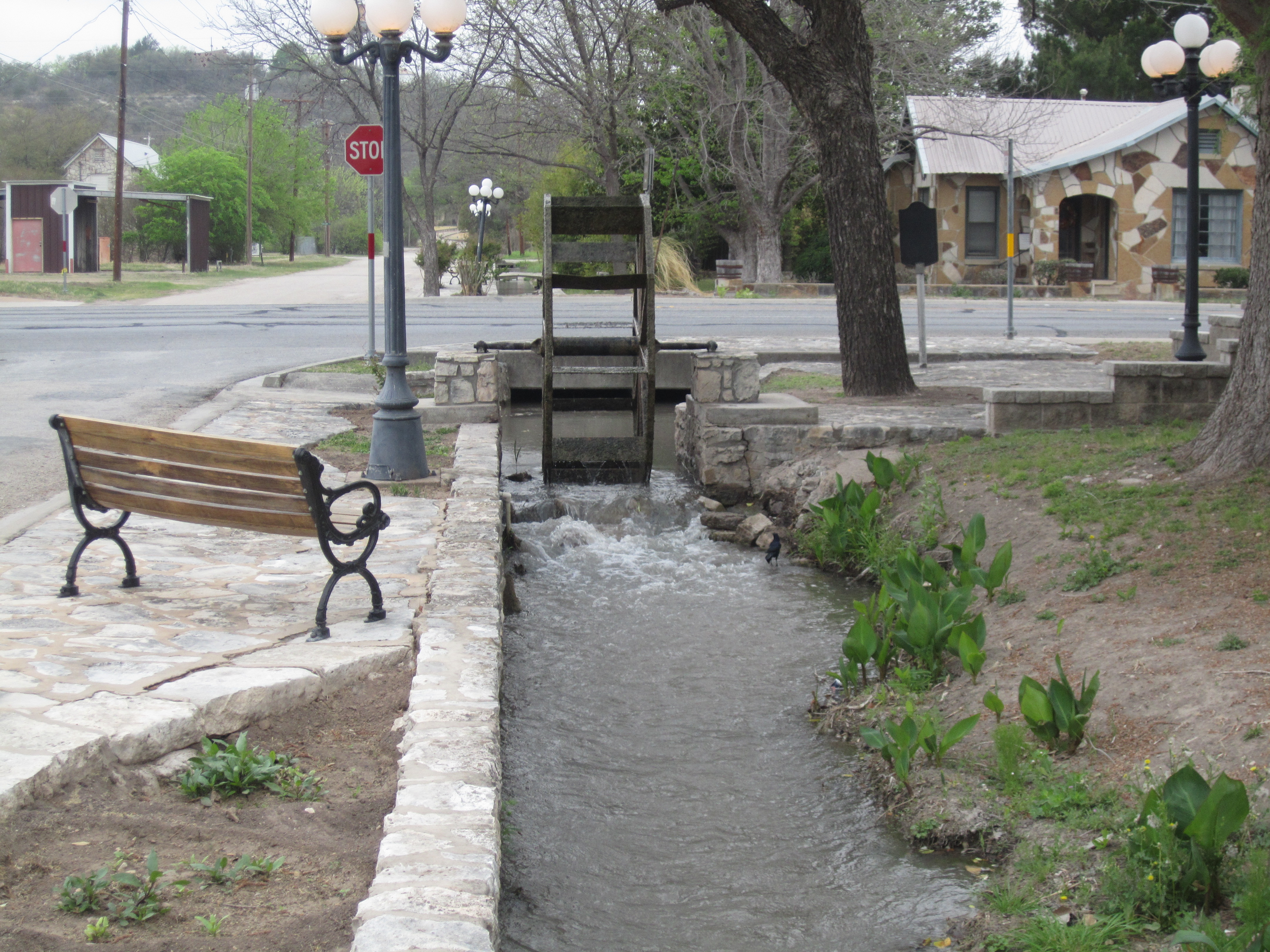
Историческая канава The Historic Ditch Walk была вырыта в 1876, при попытке компании Vaughn Agricultural and Mechanical Canal Company создать систему орошения из пролегающей неподалёку реки Сан-Саба и сгенерировать энергию для мельниц.

В Менарде находится музей истории округа.
В сентябре в городе проходит ежегодное шоу Jim Bowie Trail Ride, а в октябре Silver Mine Classic Lamb Show.